# Episodi di As the Bell Rings (seconda stagione)
Questa è una lista episodi della seconda stagione della sit-com As the Bell Rings. Essendo impegnata costantemente, Demi Lovato è sostituita da Lindsey Black per tutta la stagione.
| nº | Titolo originale       | Titolo italiano                         | Prima TV USA      | Prima TV Italia   |
| -- | ---------------------- | --------------------------------------- | ----------------- | ----------------- |
| 1  | The (Not So) New Girl  | Una nuova ragazza                       | 5 luglio 2008     | 14 ottobre 2009   |
| 2  | Chess for a Day        | Chi è il migliore?                      | 12 luglio 2008    | 12 ottobre 2009   |
| 3  | Fake Girlfriend        | Solo amica!                             | 19 luglio 2008    | 30 settembre 2009 |
| 4  | Ballad of Skipper      | Montgomery, il nuovo Skipper            | 2 agosto 2008     | 13 ottobre 2009   |
| 5  | Muscles                | Tiffany non doveva saperlo!             | 9 agosto 2008     | 29 settembre 2009 |
| 6  | Undercover Brothers    | Chi ti piace?                           | 16 agosto 2008    | 30 settembre 2009 |
| 7  | Day Dreamer            | I sogni...                              | 30 agosto 2008    | 7 ottobre 2009    |
| 8  | Romeo And Juliet       | La storia di Romeo e Giulietta          | 6 settembre 2008  | 9 ottobre 2009    |
| 9  | Here I Go              | Il video musicale                       | 12 settembre 2008 | 14 ottobre 2009   |
| 10 | I Am Toejam, Legend    | Il mistero di Toejam                    | 5 ottobre 2008    | 1º ottobre 2009   |
| 11 | All You Got to Do      | No, piove!                              | 19 ottobre 2008   | 12 ottobre 2009   |
| 12 | Down and Down You Go   | La caduta di Danny                      | 9 novembre 2008   | 29 settembre 2009 |
| 13 | Butler For a Week      | E' dura vincere                         | 16 novembre 2008  | 1º ottobre 2009   |
| 14 | Unreal World           | Il documentario                         | 16 novembre 2008  | 5 ottobre 2009    |
| 15 | Study Partners         | Il progetto di scienze                  | 21 dicembre 2008  | 9 ottobre 2009    |
| 16 | Dance Contest          | Compagno per il ballo                   | 4 gennaio 2009    | 8 ottobre 2009    |
| 17 | Freaky Thursday        | Scambio di vita                         | 8 febbraio 2009   | 13 ottobre 2009   |
| 18 | Skipper's Away         | Cosa si fa per riconquistarsi...        | 16 febbraio 2009  | 2 ottobre 2009    |
| 19 | Mona Lexi              | Il quadro di Lexi                       | 22 febbraio 2009  | 6 ottobre 2009    |
| 20 | Rockstar Dreams        | Danny, la rock star!                    | 22 marzo 2009     | 7 ottobre 2009    |
| 21 | If I had a Million     | Cosa faresti con un milione di dollari? | 4 aprile 2009     | 5 ottobre 2009    |
| 22 | Photo day              | Il giorno della foto                    | 11 aprile 2009    | 2 ottobre 2009    |
| 23 | How do you dress?      | Consigli di moda                        | 18 aprile 2009    | 6 ottobre 2009    |
| 24 | If you do not study... | Giocare o studiare?                     | 25 aprile 2009    | 8 ottobre 2009    |

## Una nuova ragazza
Lexi è la nuova ragazza della scuola e diventerà amica dei protagonisti.

## Chi è il migliore?
Lexi e Danny si affrontano in una serie di gare per vedere chi è il concorrente migliore.

## Solo amica!
Lexi si offre di essere la finta fidanzata di Danny e quindi dopo che lui la conquistata le dice che è un'ottima amica.

## Montgomery, il nuovo Skipper
Skipper per riuscire a parlare a Tiffany si traveste da Montgomery.

## Tiffany non doveva saperlo!
Skipper non riesce ad accontentare Tiffany allora se la prende con gli altri.

## Chi ti piace?
Tiffany, Broke e Lexi vogliono sapere le ragazze a cui interessano a Skipper, Danny e ToeJam allora si travestono da ragazzi.

## I sogni...
Danny parla nel sogno e Lexi e Schipper anscoltano quello che dice.

## La storia di Romeo e Giulietta
Tiffany racconta a Toejam la storia di Romeo e Giulietta per un compito il classe. Peccato che Tiffany gliel'aveva raccontata in modo moderno.

## Il video musicale
Danny decide di fare un video per la sua canzone e affida la produzione a Skipper.

## Il mistero di Toejam
Lexi si chiede dove ToeJam ha ottenuto il suo soprannome, Brooke dice che è un grande rapper a Tokyo, Danny dice di aver aperto il suo armadietto inceppato (ha detto che il suo piede è a forma di piede di porco), e Skipper ha detto che mangiato un intero barattolo di marmellata, con la punta del piede (a forma di cucchiaio), ma finisce che è ToeJam Thomas e James insieme, che è il suo nome e mezzo.

## No, piove!
La pioggia rovina i piani di tutti ma Danny li tira su di morale con una canzone.

## La caduta di Danny
Danny cade dalle scale e gli altri si occupano di lui

## È dura vincere
Skipper diventa il maggiordomo di Lexi per una settimana dopo aver perso a lei in un videogioco. Ma Lexi non lo sopporta più quindi diventa il maggiordomo di Tiffany.

## Il documentario
Dopo aver ricevuto diverse idee, Brooke decide di fare un documentario serio per la sua classe sui suoi amici. Purtroppo, i suoi amici sembrano avere problemi in qualità di norma di fronte alla telecamera. Alla fine, Brooke finisce per ottenere un 'A' perché la professoressa pensa che sia un film comico.

## Il progetto di scienze
Danny e Brooke sono partner di laboratorio, ma Danny non aiuta Brooke. Ma quando Brooke si ammala, Danny è destinato a fallire.

## Compagno per il ballo
Brooke cerca disperatamente un compagno per danzare in un programma televisivo e nessuno si offre. Poi quando Brooke dice che ci saranno in palio 500$ tutti vogliono venire con lei.

## Scambio di vita
Brooke e Tiffany si immaginano le loro vite scambiate.

## Cosa si fa per riconquistarsi...
Quando Tiffany non si accorge che Skipper si era incatenato al suo armadietto, Skipper si innamora di Lexi quando lei dice che è divertente. Così Tiffany cerca di riconquistarsi Skipper.

## Il quadro di Lexi
Tutti fanno un progetto per la mostra d'arte ma quello di Lexi stupisce tutti.

## Cosa faresti con un milione di dollari?
Broke, Skipper e Toejam pensano a cosa sarebbe la vita con un milione di dollari.

## Danny, la rock star!
Brooke e Skipper si immaginano Danny una rock star

## Il giorno della foto
Nella foto scolastica Tiffany sarà l'unica venuta in modo ridicolo.

## Consigli di moda
Danny e Toejam prendono in giro il modo di vestirsi di Skipper. Poi quando Skipper cambia look ha successo allora Danny e Toejam lo copiano e...

## Giocare o studiare?
Skipper pensa come sarà la sua vita se non studierà ma giocherà.